# 슈샤
슈샤(아제르바이잔어: Şuşa) 또는 슈시(아르메니아어: Շուշի)는 남캅카스에 있는 아제르바이잔에 위치한 도시로, 인구는 3,191명(2005년 기준)이다. 법률상으로는 아제르바이잔 슈샤 구에 속했지만 1992년 나고르노카라바흐 전쟁 이후부터 사실상 아르차흐 공화국의 실질적인 지배 상태에 있었다가, 2020년 나고르노카라바흐 전쟁에서 아제르바이잔이 승리하면서 아제르바이잔이 다시 가져갔다. 해발 1400~1800m 고원에 위치한 슈샤는 소비에트 연방 시대에는 유명한 산악 휴양지였다.

## 역사
어떤 자료에 따르면, 슈샤는 1752년 카라바흐 칸국의 창시자 파나 알리 칸에 의해 창건되었다. 다른 자료에 따르면 슈사는 중세와 18세기 사이에 아르메니아인의 바란다(Varanda) 공국에 위치한 고대(古代)요새로, 그리고 마을로 기능했다고 한다.
아르메니아인들에게는 종교적으로 그리고 전략적으로 중요한 도시인 슈샤는, 현대 역사를 거치며 아르메니아인과 아제리인이 혼합되어 살아왔다. 1920년 아제르바이잔군과 튀르키예인 협력자들에 의해 슈샤 학살이 발생했을 때, 아르메니아인 주민은 대부분 살해되거나 추방되었고, 아제리인이 많은 도시가 되었다. 그러나 1992년 아르메니아군이 슈샤를 점령하자, 도시의 민족구성은 극적으로 또다시 바뀌었고 지금은 아르메니아인이 인구의 절대 다수를 차지한다. 2020년 아제르바이잔이 슈사를 점령하여, 도시의 민족구성은 또또다시 바뀌었고 지금은 아제르바이잔령이 되었다.